# Diritti LGBT in Norvegia
La Norvegia, come gran parte della Scandinavia, è molto liberale nei confronti dei diritti concessi alle persone lesbiche, gay, bisessuali e transgender (LGBT). Nel 1981, è diventato il primo paese al mondo ad applicare leggi contro l'omofobia.

## Leggi in materia di attività sessuali tra persone dello stesso sesso
L'omosessualità in Norvegia è legale dal 1972. In quello stesso anno, inoltre, l'età del consenso fu fissata a 16 anni sia per i rapporti eterosessuali che per quelli omosessuali.

## Riconoscimento delle relazioni omosessuali

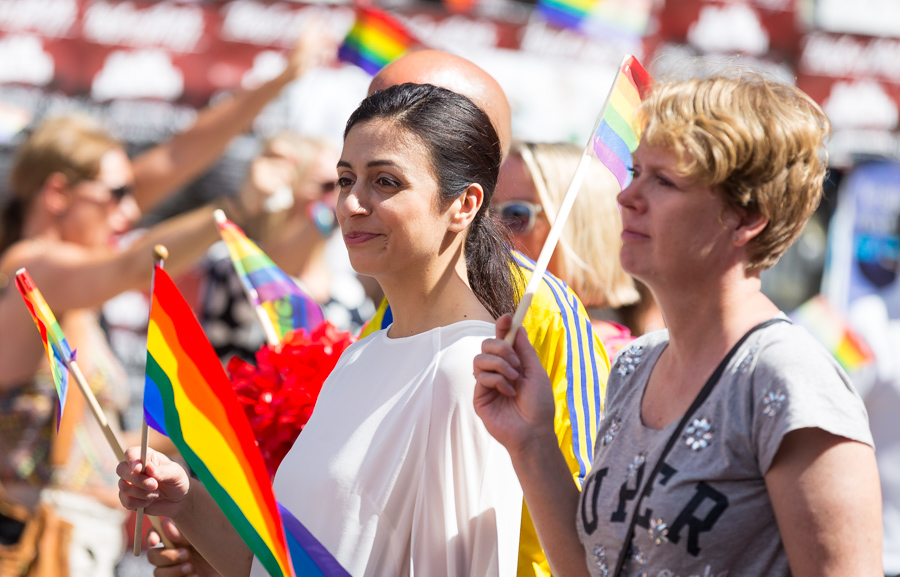
Pride di Oslo 2016

### Unioni civili
La Norvegia legalizzò le unioni civili il 30 aprile 1993 con una legge che poi divenne attiva il 30 agosto di quello stesso anno, diventando così il secondo paese del mondo a riconoscere ufficialmente le coppie omosessuali (il primo era stato la Danimarca nel 1989).
Questo tipo di unioni civili garantiva quasi ogni tipo di protezione e diritti garantiti dal matrimonio, incluso quello del divorzio.
Tuttavia, la legge stabiliva anche che l'adozione, così come la fecondazione assistita, continuavano a rimanere a solo appannaggio delle coppie regolarmente sposate (che chiaramente erano soltanto di sesso opposto) o ai conviventi, a patto che questi ultimi fossero sempre di sesso opposto.
Nel 2002, l'agenzia di stampa Reuters riportò che circa 150 coppie ufficializzavano la propria unione ogni anno. Una delle persone più famose ad ufficializzare la propria unione fu l'allora Ministro delle Finanze Per-Kristian Foss, primo politico norvegese dichiaratamente omosessuale.

### Matrimonio

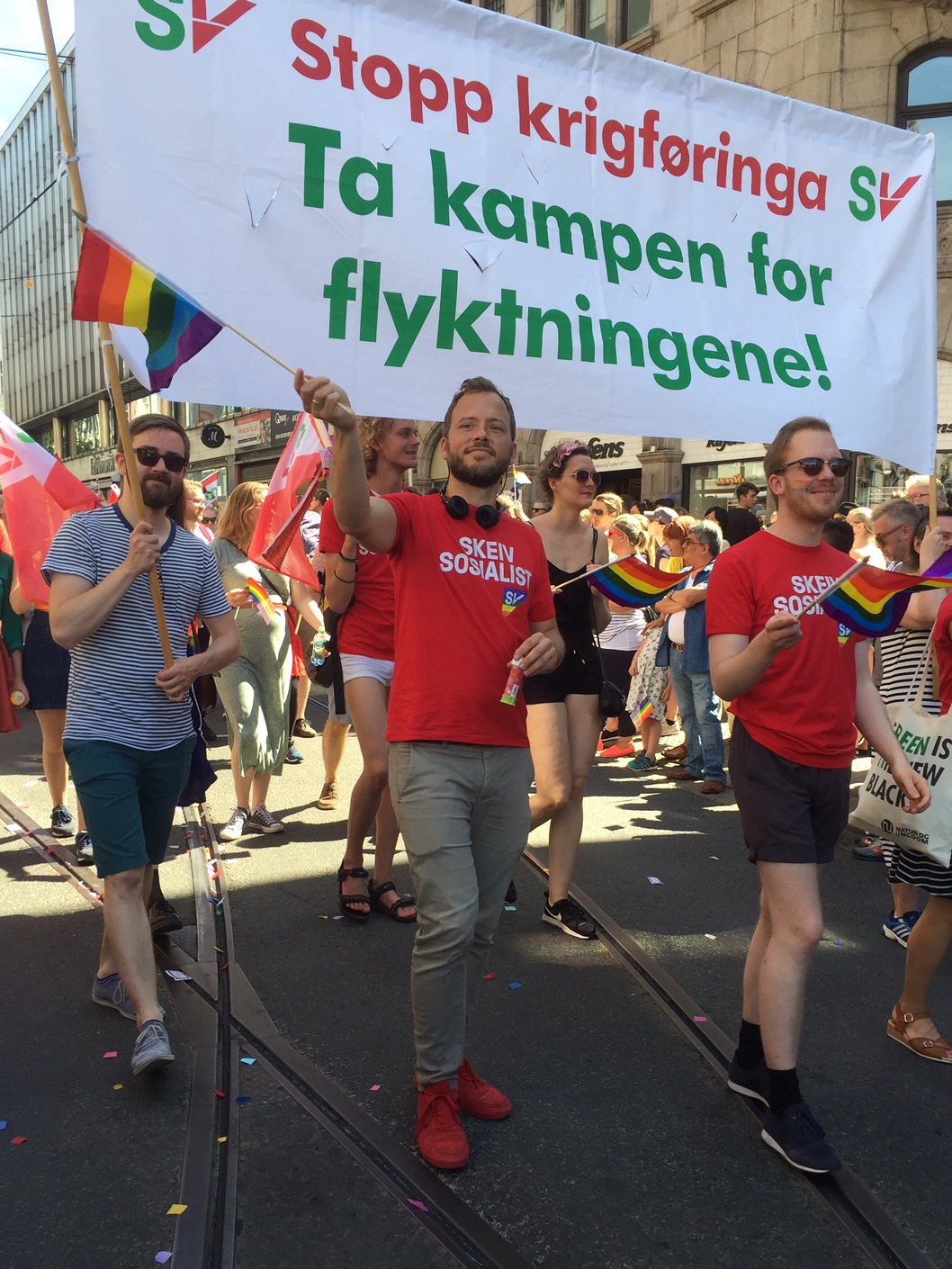
Pride del 2016

Una prima legge fu proposta il 18 novembre 2004 da due membri del Partito Socialista di Sinistra (Sosialistisk Venstreparti): essa era volta all'abolizione delle preesistenti unioni civili in favore dell'apertura del matrimonio a tutti. Essa fu ritirata, con la promessa da parte del governo di approfondire l'argomento.
Tuttavia, il governo conservatore decise di non dare seguito alla proposta. Si dovrà attendere il secondo governo di Jens Stoltenberg per la ripresa del dibattito sul tema, con l'apertura delle pubbliche consultazioni il 16 maggio 2007.
Il governo quindi propose una nuova legge analoga a quella proposta in precedenza il 14 marzo 2008.
Circa due mesi dopo, il 29 maggio 2008, l'Associated Press annunciò che anche i partiti all'opposizione avrebbero votato in favore dell'ampliamento del matrimonio alle coppie omosessuali, garantendo quindi di fatto l'approvazione della legge che sarebbe stata votata l'11 giugno.
Prima di quest'annuncio, c'erano state alcune discordie tra i tre maggiori partiti sulla questione dei voti necessari per l'approvazione finale.
La prima udienza parlamentare si tenne l'11 giugno del 2008, quando la legge fu approvata con 84 voti a favore e 41 contrari; il matrimonio era di fatto stato esteso anche alle coppie omosessuali che avrebbero potuto sposarsi addirittura in chiesa e a cui furono garantiti il diritto all'adozione e alla fecondazione assistita.
Approvata successivamente anche dal Senato con 23 voti a 17 e poi dal re Harald V di Norvegia.
La legge entrò in vigore il 1º gennaio 2009.

L'apertura del matrimonio anche alle coppie omosessuali ha soppiantato le unioni civili (Partnerskapsloven) alle quali questi potevano accedere; le coppie che erano già iscritte in un'unione civile hanno visto tramutarsi questa in matrimonio.

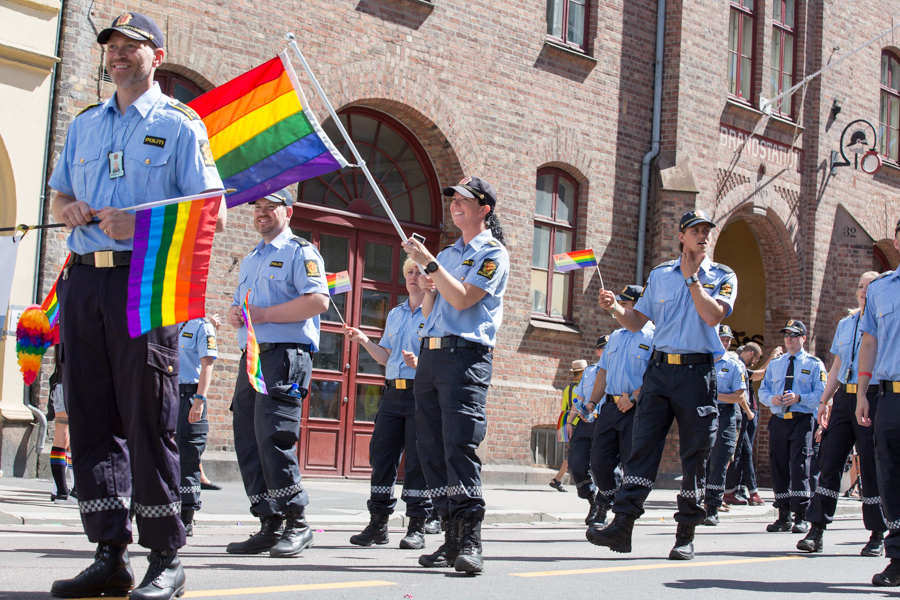
Forze dell'ordine in divisa alla parata del Pride 2016 di Oslo.

### Adozione e diritto di famiglia
La legge norvegese consente a tutte le coppie sposate di adottare bambini, così come l'adozione di un eventuale figlio del partner. Per le coppie composte da due donne, è anche possibile l'inseminazione artificiale.

## Servizio militare
Gli omosessuali possono servire apertamente nelle forze armate, dove sono protetti da diverse leggi contro la loro discriminazione fin dal 1979.

## Leggi contro la discriminazione
Il 30 ottobre 1981, la Norvegia divenne il primo paese del mondo a bandire completamente la discriminazione contro gli omosessuali rettificando il paragrafo 349a del Codice Penale. Contemporaneamente, fu rettificato anche il paragrafo 135a del Codice Penale, mettendo quindi fuori legge i discorsi che incitano all'odio basato anche sull'orientamento sessuale.

## Donazione di sangue

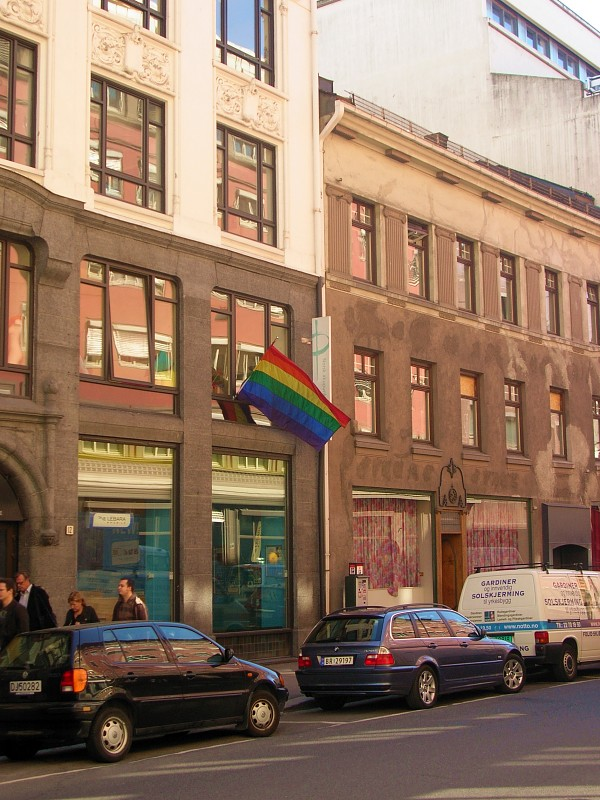
Una bandiera arcobaleno, simbolo del movimento di liberazione omosessuale, per le strade della capitale Oslo.

Nel giugno del 2016 la direzione norvegese per la sanità e gli affari sociali ha annunciato che avrebbe cercato di modificare il divieto di donazione per le persone omosessuali e di adottare invece un periodo di differimento di un anno.
Dal 1º giugno 2017 è legalizzata la donazione del sangue con un differimento di 1 anno tra una donazione e l'altra.

## Condizioni di vita
La Norvegia è un paese molto gay-friendly. La capitale Oslo in particolare è una città molto accogliente, dove sono organizzati molti eventi e manifestazioni in favore della comunità LGBT.

## Opinione pubblica sui diritti LGBT
In Norvegia sono stati condotti diversi sondaggi sul tema del matrimonio tra persone dello stesso sesso, con risultati molto diversi ed altalenanti nel corso degli anni.
Nel 2003, secondo un sondaggio della Gallup (un istituto di ricerca con sede a Washington), ben il 61% dei norvegesi era a favore dell'apertura del matrimonio anche alle coppie omosessuali, percentuale che aumentò nel 2005 al 63% e nel 2008 al 66%.
Dopo aver subito un inaspettato e brusco calo nel 2009 con i favorevoli che calarono al 58%, il numero dei favorevoli è risalito nel 2012 al 70%; il dato più recente è del maggio 2013 e vede i norvegesi nettamente favorevoli alle nozze gay (78%), sebbene vi sia ancora qualcuno che lo ritiene in qualche modo pericoloso e dannoso per la società (9%).
Lo stesso sondaggio ha poi rivelato che il 67% dei norvegesi sostiene anche le adozioni da parte di coppie dello stesso sesso, mentre ben il 79% ritiene gli omosessuali capaci di crescere un figlio allo stesso modo delle coppie eterosessuali.

## Tabella riassuntiva
| Attività omosessuali legali                                                                                 | (dal 1972)           |
| Età del consenso uguale                                                                                     | (dal 1972)           |
| Omosessuali ammessi al servizio militare                                                                    | (dal 1979)           |
| Leggi anti-discriminazione (escluso l'ambito lavorativo)                                                    | (dal 1981)           |
| Riconoscimento delle coppie omosessuali in unione civile                                                    | (dal 1991)           |
| Diritti d'immigrazione per le coppie omosessuali                                                            | (dal 1993)           |
| Leggi anti-discriminazione in ambito lavorativo                                                             | (dal 1998)           |
| Diritto di cambio sesso, con annessa rettificazione dei documenti ufficiali                                 | (dal 2000)           |
| Matrimonio tra persone dello stesso sesso                                                                   | (dal 2009)           |
| Step-child adoption                                                                                         | (dal 2009)           |
| Adozione da parte di coppie dello stesso sesso                                                              | (dal 2009)           |
| Genitorialità automatica alla nascita per entrambi i coniugi                                                | (dal 2009)           |
| Le persone LGBT possono servire nell'esercito                                                               | (dal 1979)           |
| Riconoscimento del genere non binario                                                                       | No                   |
| Autoidentificazione di genere                                                                               | (dal 2016)           |
| Surrogazione di maternità per le coppie formate da due uomini                                               | No                   |
| Accesso all'inseminazione artificiale e alla FIVET per donne sposate o in relazione stabile con altre donne | (dal 2009)           |
| Terapie di conversione vietate                                                                              | (dal 2024)           |
| Donazione del sangue da parte degli uomini che hanno rapporti sessuali con altri uomini                     | [ 13 ] [ 14 ] [ 15 ] |